# Flächentarifvertrag
Ein Flächentarifvertrag ist ein Tarifvertrag für einen bestimmten räumlichen Geltungsbereich (Tarifgebiet) oder eine bestimmte Fläche (z. B. Nordrhein-Westfalen oder den Bezirk Baden-Württemberg). Er gilt immer für eine oder mehrere Branchen (Metall, Einzelhandel etc.); deshalb spricht man häufig auch von Branchentarifverträgen.
Diese Tarifverträge gelten für alle Arbeitgeber dieser Branche im Tarifgebiet, die Mitglieder des tarifschließenden Arbeitgeberverbandes sind (siehe hierzu: Tarifbindung). Unternehmen, die nicht dem Arbeitgeberverband angehören, sind nicht verpflichtet, den Tarifvertrag anzuwenden. In jüngster Zeit enthalten Flächentarifverträge in zunehmendem Maße Öffnungsklauseln, die Ausnahmesituationen definieren, unter denen vom Tarifvertrag abgewichen werden kann.
Die deutschen Tarifverträge sind durch das System der Flächentarifverträge bestimmt. Neben den Flächentarifverträgen gibt es auch Firmentarifverträge (z. B. Lufthansa, VW, Post).

## Flächentarifvertrag in der Diskussion
Von Seiten der Arbeitgeber wird meist argumentiert, dass ein Tarifvertrag kaum für alle zugleich passend sein könne, für z. B. ein Stahlwalzwerk, eine Gießerei und einen Computerchip-Hersteller im selben Tarifgebiet, wo doch alle unterschiedlich im Markt positioniert sind bzw. einige eventuell gerade Gewinn machen, während andere Verluste machen oder sogar vor der Insolvenz stehen. 
Gewerkschaften greifen in ihrer Argumentation gelegentlich auf betriebswirtschaftliche, gelegentlich auch auf volkswirtschaftliche Argumente zurück. Nur unter besonderen Umständen nehmen sie auch die ein oder andere Insolvenz einzelner besonders nachteilig aufgestellter Betriebe in Kauf, um das eigentliche Gesamtlohnniveau bzw. die regionale Kaufkraft zu erhalten. Verschwindet eine nachteilig aufgestellte Firma nach einem Insolvenzverfahren vom Markt, gehen Arbeitsplätze auch für die Gewerkschaftsmitglieder verloren. Ein Flächentarifvertrag hingegen könne das Gesamtlohnniveau in der Region halten, so dass die Gesamtkaufkraft und damit die Nachfrage in der Region nicht abnehme. 
Eine Übernahme der Arbeitsplatzlogik zeichnet sich bei den Gewerkschaften darin ab, dass Unternehmen und Arbeitsplätze über eine Vielfalt an Kompromissen zu halten versucht werden. Der Trend geht daher insgesamt eher zu Firmentarifverträgen. Die damit verbundene Erosion des Flächentarifvertrages wird von den Gewerkschaften dennoch kritisch gesehen. So wird häufig bezweifelt, dass die Abkehr vom Flächentarif gesamtwirtschaftlich tatsächlich zu einer Verbesserung der Arbeitsmarktsituation führt. Vielmehr hemme eine Verbetrieblichung der Tarifpolitik den Produktivitätsfortschritt und die Entwicklung von Produktinnovationen, so dass auf gesamtwirtschaftlicher Ebene längerfristig negative Beschäftigungswirkungen zu befürchten seien. Erforderlich ist nach dieser Argumentation eine auch vom Gesetzgeber geförderte Stabilisierung des Tarifsystems und ein einheitlicher Mindestlohn, wie er seit 2015 verfolgt wird. Der Gesetzgeber kommt einer solchen Rolle zumindest mit dem Tarifvertragsgesetz und dem 2015 in Kraft getretenen Tarifeinheitsgesetz nach. 